# Geositta saxicolina
Geositta saxicolina là một loài chim trong họ Furnariidae.